# ليك ديستريكت

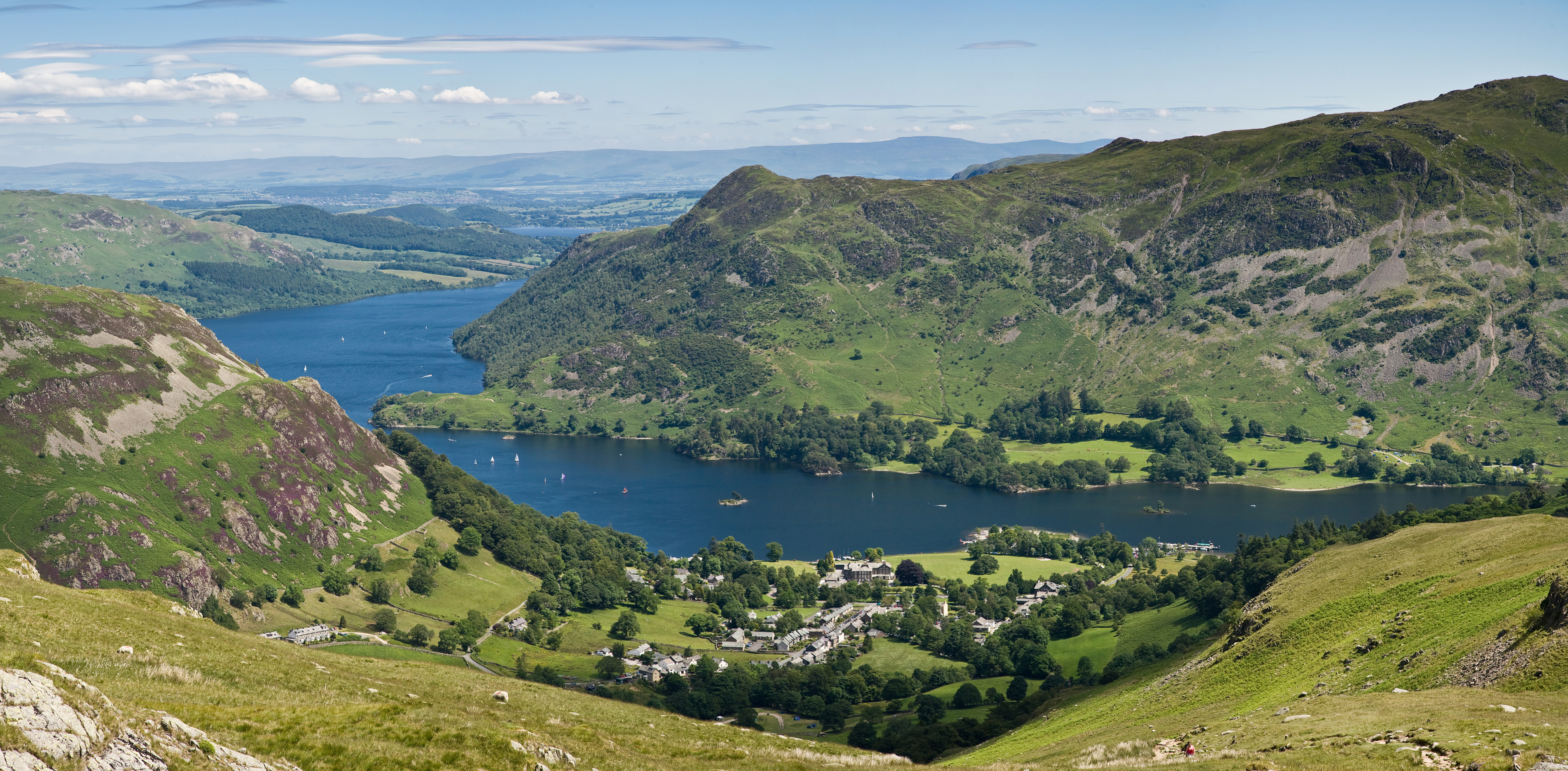
المنطقة مليئة بالمناظر الخلابة.

ليك ديستريكت (بالإنجليزية: :Lake District)‏، أيضا تعرف بالبحيرات (the lakes) أو أرض البحيرات (lakeland)، هي منطقة جبلية تقع في شمال غربي إنكلترا ضمن مقاطعة كمبريا. تعتبر وجهة شعبية لقضاء العطلات، وتشتهر بكثرة بحيراتها إلى جانب الغابات والجبال والتراث الأدبي الإنكليزي، حيث اشتهر فيها العديد من قدامى الشعراء والأدباء.

## المناخ
الارتفاع المنخفض نسبيا للجبال يعني في حين أنه من المتوقع تساقط الثلوج خلال فصل الشتاء، فإن المنطقة قد تكون خالية من الثلوج في أي وقت من السنة. عادة، تتساقط الثلوج بكثرة بين نوفمبر/تشرين الثاني و"بريل/نيسان. في المتوسط، تتساقط الثلوج على هيلفيلين 67 يوما في السنة. بالنسبة للأودية، تتساقط الثلوج لـ 20 يوما، وعادة يكون هناك 200 يوم رطب و145 يوم جاف. ضباب التلال شائع في أي وقت من السنة.
| البيانات المناخية لـكيسويك، منطقة البحيرات | البيانات المناخية لـكيسويك، منطقة البحيرات | البيانات المناخية لـكيسويك، منطقة البحيرات | البيانات المناخية لـكيسويك، منطقة البحيرات | البيانات المناخية لـكيسويك، منطقة البحيرات | البيانات المناخية لـكيسويك، منطقة البحيرات | البيانات المناخية لـكيسويك، منطقة البحيرات | البيانات المناخية لـكيسويك، منطقة البحيرات | البيانات المناخية لـكيسويك، منطقة البحيرات | البيانات المناخية لـكيسويك، منطقة البحيرات | البيانات المناخية لـكيسويك، منطقة البحيرات | البيانات المناخية لـكيسويك، منطقة البحيرات | البيانات المناخية لـكيسويك، منطقة البحيرات | البيانات المناخية لـكيسويك، منطقة البحيرات |
| الشهر                                      | يناير                                      | فبراير                                     | مارس                                       | أبريل                                      | مايو                                       | يونيو                                      | يوليو                                      | أغسطس                                      | سبتمبر                                     | أكتوبر                                     | نوفمبر                                     | ديسمبر                                     | المعدل السنوي                              |
| ------------------------------------------ | ------------------------------------------ | ------------------------------------------ | ------------------------------------------ | ------------------------------------------ | ------------------------------------------ | ------------------------------------------ | ------------------------------------------ | ------------------------------------------ | ------------------------------------------ | ------------------------------------------ | ------------------------------------------ | ------------------------------------------ | ------------------------------------------ |
| متوسط درجة الحرارة الكبرى °م               | 7.2                                        | 7.4                                        | 9.4                                        | 11.9                                       | 15.6                                       | 17.9                                       | 19.7                                       | 19.1                                       | 16.7                                       | 13.3                                       | 9.7                                        | 7.5                                        | 13.0                                       |
| متوسط درجة الحرارة الصغرى °م               | 1.6                                        | 1.4                                        | 2.8                                        | 4.2                                        | 6.4                                        | 9.3                                        | 11.5                                       | 11.1                                       | 9.0                                        | 6.7                                        | 3.9                                        | 1.5                                        | 5.8                                        |
| معدل هطول الأمطار مم                       | 169.1                                      | 119.9                                      | 127.8                                      | 81.7                                       | 79.4                                       | 84.3                                       | 88.1                                       | 104.1                                      | 126.6                                      | 189.3                                      | 177.9                                      | 173.0                                      | 1٬521                                      |
| متوسط درجة الحرارة الكبرى °ف               | 45.0                                       | 45.3                                       | 48.9                                       | 53.4                                       | 60.1                                       | 64.2                                       | 67.5                                       | 66.4                                       | 62.1                                       | 55.9                                       | 49.5                                       | 45.5                                       | 55.4                                       |
| متوسط درجة الحرارة الصغرى °ف               | 34.9                                       | 34.5                                       | 37.0                                       | 39.6                                       | 43.5                                       | 48.7                                       | 52.7                                       | 52.0                                       | 48.2                                       | 44.1                                       | 39.0                                       | 34.7                                       | 42.4                                       |
| معدل هطول الأمطار إنش                      | 6.66                                       | 4.72                                       | 5.03                                       | 3.22                                       | 3.13                                       | 3.32                                       | 3.47                                       | 4.10                                       | 4.98                                       | 7.45                                       | 7.00                                       | 6.81                                       | 59.88                                      |
| متوسط الأيام الممطرة                       | 16.8                                       | 13.1                                       | 15.8                                       | 12.5                                       | 12.0                                       | 12.2                                       | 12.9                                       | 14.4                                       | 13.9                                       | 17.8                                       | 17.7                                       | 17.0                                       | 176.1                                      |
| المصدر:                                    |                                            |                                            |                                            |                                            |                                            |                                            |                                            |                                            |                                            |                                            |                                            |                                            |                                            |

## الطبيعة الجغرافية

### التلال
أعلى أربعة تلال في منطقة البحيرات تتجاوز 3000 قدم (914 م). وهذه التلال هي:
- سكافيل بايك، 978 متر (3,209 قدم)
- سكافيل، 965 متر (3,166 قدم)
- هيلفيلين، 951 متر (3,120 قدم)
- سكيدداو، 931 متر (3,054 قدم)

### البحيرات
ترد أدناه البحيرات والخزانات الرئيسية في الحديقة الوطنية.
- بحيرة باسينثويت (Bassenthwaite Lake)
- براذرز ووتر (Brotherswater)
- باترمير (Buttermere)
- مياه كونيستون (Coniston Water)
- مياه كروموك (Crummock Water)
- مياه ديروينت (Derwent Water)
- مياه ديفوكي (Devoke Water)
- إلتر ووتر (Elter Water)
- مياه إنرديل (Ennerdale Water)
- مياه إسثويت (Esthwaite Water)
- غراسمير (Grasmere)
- خزان مياه هاويس (Haweswater Reservoir)
- مياه هايز (Hayeswater)
- مياه لويس (Loweswater)
- مياه رايدال (Rydal Water)
- ثيرلمير (Thirlmere)
- مياه أوليس (Ullswater)
- مياه واست (Wast Water)
- ويندمير (Windermere)

## الحياة البرية
منطقة البحيرات هي موطن لمجموعة كبيرة ومتنوعة من الحيوانات، نظرا لتنوع التضاريس ووجود البحيرات والغابات. توفر المنطقة منزلا للسناجب الحمراء ومستعمرات من الندية وصائد الحشرات، وهما من النباتات آكلة اللحوم القليلة البريطانية الأصلية. منطقة البحيرات هي ملاذ رئيسي للسنجاب الأحمر وتحتوي على أكبر عدد منه في إنجلترا (من أصل ما يقدر بـ 140,000 سنجاب أحمر في المملكة المتحدة، مقارنة مع حوالي 2.5 مليون سنجاب رمادي).

## المدن المشهورة

### الشمال الغربي
- كيسويك (Keswick)
- كوكرموث (Cockermouth)

### الشمال الشرقي
- بينرث (Penrith)
- غلينردينغ (Glenridding)
- كارلسيل (Carlisle)

### الجنوب الشرقي
- ويندرمير (Windermere)
- بونيس اون ويندرمير (Bowness-on-Windermere)
- امبلسايد (Ambleside)
- غراسمير (Grasmere)
- كندال (Kendal)
- هوكسهيد (Hawkshead)

### الجنوب الغربي
- رافين جلاس (Ravenglass)

## المعالم السياحية[3]

### الغابات والحياة البرية
- غابة غريزديل (Grizedale Forest)
- غابة وينلاتر (Whinlatter Forest)
- حديقة الحياة البرية في منطقة البحيرات الواقعة بالقرب من كيسويك
- حوض الأسماك الواقع في ويندرمير

### المعالم التاريخية
- الدوائر الحجرية
- قلعة مونكاستر (Muncaster Castle)
- قلعة واري (Wray Castle)
- البيت التاريخي بلاكويل (Blackwell Historic House)
- البيت التاريخي ميرهاوس (Mirehouse Historic House)
- قلعة وحديقة لوثر (Lowther Castle and Gardens)
- كوخ دوف الواقع في غراسمير

### المتاحف والمعارض
- ويندرمير جيتى (Windermere Jetty)
- متحف روسكين (Ruskin Museum)
- معرض أبوت هول للفنون الواقع في كندال
- متحف لوريل وهاردي
- عالم بياتركس بوتر الواقع في بونيس اون ويندرمير

### المحال التجارية
- متجر الزنجبيل غراسمير الواقع في غراسمير

### أخرى
البواخر ورحلات القوارب

## الفنادق[3]
- فندق وسبا ماكدونالد أولد إنجلاند (Macdonald Old England Hotel & Spa)
- فندق بيتش هيل وسبا ليكفيو (Beech Hill Hotel & Lakeview Spa)

## الأعلام
- أنتوني هويل
- غاريث باين